# Rosa Chacha
Rosa Alba Chacha Chacha (* 8. Dezember 1982 in Ambato) ist eine ecuadorianische Leichtathletin, die sich auf den Langstreckenlauf spezialisiert hat. Sie ist aktuelle Inhaberin der Landesrekorde im Halbmarathon und Marathon und 2022 siegte sie im Marathon bei den Südamerikaspielen in Asunción.

## Sportliche Laufbahn
Erste internationale Erfahrungen sammelte Rosa Chacha im Jahr 2004, als sie bei den U23-Südamerikameisterschaften in Barquisimeto in 36:23,76 min die Goldmedaille im 10.000-Meter-Lauf gewann und sich über 5000 Meter in 17:44,04 min die Silbermedaille hinter der Brasilianerin Zenaide Vieira gewann. Im Jahr darauf kam sie bei den Südamerikameisterschaften in Cali über 5000 Meter nicht ins Ziel und anschließend gewann sie bei den Juegos Bolivarianos in Armenia in 17:48,63 min die Bronzemedaille hinter der Kolumbianerin Bertha Sánchez und ihrer Landsfrau María Elena Calle. 2009 gewann sie bei den Südamerikameisterschaften in Lima in 16:17,75 min die Bronzemedaille im 5000-Meter-Lauf hinter der Peruanerin Inés Melchor und Sueli Silva aus Brasilien. Zudem belegte sie in 34:51,14 min den vierten Platz über 10.000 Meter. Anschließend gewann sie bei den Juegos Bolivarianos in Sucre in 36:54,21 min die Silbermedaille über 10.000 Meter hinter der Peruanerin Melchor und sicherte sich in 18:32,04 min die Bronzemedaille über 5000 Meter hinter den Peruanerinnen Melchor und Julia Rivera. Bei den Crosslauf-Südamerikameisterschaften 2010 in Guayaquil gewann sie nach 27:25,2 min die Bronzemedaille hinter Inés Melchor und der Kolumbianerin Ángela Figueroa. Anschließend belegte sie bei den Ibero-Amerikanischen Meisterschaften in San Fernando in 16:39,16 min den achten Platz über 5000 Meter. Bei den Crosslauf-Südamerikameisterschaften 2011 in Asunción wurde sie Elfte und bei den Halbmarathon-Südamerikameisterschaften in Buenos Aires gewann sie nach 1:13:45 h die Silbermedaille hinter der Brasilianerin Adriana Aparecida da Silva. Im Oktober gelangte sie bei den Panamerikanischen Spielen in Guadalajara nach 2:48:40 h Achte im Marathonlauf. Im Jahr darauf nahm sie im Marathon an den Olympischen Sommerspielen in London teil und lief dort nach 2:40:57 h auf dem 80. Platz ein.
2013 siegte sie in 2:42:57 h bei den Marathon-Südamerikameisterschaften in Buenos Aires und im Jahr darauf gewann sie bei den Halbmarathon-Südamerikameisterschaften 2014 in Asunción nach 1:19:47 h die Silbermedaille hinter der Paraguayerin Carmen Martínez. 2015 belegte sie bei den Panamerikanischen Spielen in Toronto in 2:42:47 h den sechsten Platz im Marathon und 2016 wurde sie bei den Olympischen Sommerspielen in Rio de Janeiro nach 2:48:52 h 100. 2017 gelangte sie bei den Weltmeisterschaften in London nach 2:37:50 h auf Rang 32 und im November belegte sie bei den Juegos Bolivarianos in Santa Marta nach 1:17:52 h den vierten Platz im Halbmarathon. Bei den Halbmarathon-Weltmeisterschaften 2018 in Valencia lief sie nach 1:14:19 h auf Rang 56 ein und im Jahr darauf belegte sie bei den Panamerikanischen Spielen in Lima in 2:32:45 h den vierten Platz im Marathonlauf. Anschließend kam sie bei den Weltmeisterschaften in Doha nicht ins Ziel. Bei den Halbmarathon-Weltmeisterschaften 2020 in Gdynia wurde sie nach 1:15:27 h 81. und 2021 nahm sie im Marathon erneut an den Olympischen Sommerspielen in Tokio teil und gelangte dort mit 2:36:44 h auf Rang 41. Im Jahr darauf gewann sie bei den Juegos Bolivarianos in Valledupar in 1:16:43 h die Bronzemedaille im Halbmarathon hinter den Peruanerinnen Gladys Tejeda und Luz Mery Rojas. Im Juli kam sie bei den Weltmeisterschaften in Eugene im Marathon nicht ins Ziel und siegte dann im Oktober in 2:34:26 h bei den Südamerikaspielen in Asunción. 2023 gewann sie bei den Halbmarathon-Südamerikameisterschaften in Santa Cruz de la Sierra in 1:14:55 h die Silbermedaille hinter ihrer Landsfrau Silvia Ortiz und anschließend belegte sie bei den Südamerikameisterschaften in São Paulo in 35:06,0 min den sechsten Platz über 10.000 Meter. Im August gelangte sie bei den Weltmeisterschaften in Budapest mit 2:42:00 h auf den 51. Platz im Marathonlauf und im Oktober belegte sie bei den Panamerikanischen Spielen in Santiago de Chile mit 2:31:01 h den fünften Platz. Im Jahr darauf kam sie bei den Straßenlauf-Südamerikameisterschaften in Asunción im Halbmarathon nicht ins Ziel, ehe sie im August bei den Olympischen Sommerspielen in Paris in 2:42:14 h auf dem 73. Platz im Marathon landete.
In den Jahren 2009 und 2010 wurde Chacha ecuadorianische Meisterin im 5000-Meter-Lauf.

## Persönliche Bestleistungen
- 5000 Meter: 16:17,75 min, 19. Juni 2009 in Lima
- 10.000 Meter: 34:51,14 min, 21. Juni 2009 in Lima
- Halbmarathon: 1:11:23 h, 21. August 2022 in Buenos Aires (ecuadorianischer Rekord)
- Marathon: 2:26:34 h, 23. April 2023 in Hamburg